# Trigger Point
Trigger Point é uma série de televisão britânica de suspense policial de 2022, estrelada por Vicky McClure. A série foi criada e escrita por Daniel Brierley. Foi transmitido pela primeira vez em 23 de janeiro de 2022 na ITV. Em 27 de fevereiro de 2022, foi anunciado que uma segunda temporada havia sido encomendada. A série foi filmada em Londres.

## Enredo
Lana Washington é uma ex-agente militar antibombas (conhecida como 'Expo') e veterana da Guerra do Afeganistão que lidera um esquadrão antibombas da Polícia Metropolitana, usando suas habilidades para conter a ameaça terrorista.

## Elenco
- Vicky McClure como Lana Washington
- Adrian Lester como Joel Nutkins
- Tom Stokes como Pete
- Gavin Sibson como Policial Costa
- Cal MacAninch como Inspetor Lee Robins
- Gwynfor Jones como Policial Brown
- Mark Stanley como Detetive Thom Youngblood
- Manjinder Virk como Detetive Samira Desai
- Eric Shango como Danny
- Ralph Ineson como Comandante Bregman
- Warren Brown como Karl Maguire
- Kerry Godliman como Sonia Reeves
- Nabil Elouahabi como Hassan Rahim
- Nadine Marshall as Detetive Superintendente Marianne Hamilton
- Kris Hitchen como John Hudson
- Ewan Mitchell como Billy Washington
- Michael Akinsulire como Policial Carney
- Lucy Russell como Moira Bloxham
- Salima Saxton como Ayesha Campbell-Khan
- Rick Warden como Andy Phelan
- Kevin Eldon como Jeff Washington
- Tamzin Griffin como Val Washington
- Neil Stoddart como Nick Roberts
- Camilla Power como Agatha Jack
- Jennifer Castle como Jocasta Wellings
- Mo Idriss como Ali Hussein

## Recepção
Lucy Mangan, do The Guardian, deu ao primeiro episódio três de cinco estrelas, comentando: "É muito divertido, desde que você defina seus níveis de absurdo para “altos”. Pense em CSI: Peckham ou Line of Bomb Duty ou Bomby McBombface, em vez de The Wire But With Real Wires ou Breaking Explosively Badly e você se divertirá muito mais". Ed Cumming do The Independent também deu três de cinco estrelas, elogiando a tensão, mas achando o diálogo e a narrativa melodramáticos.

### Prêmios e indicações
| Ano  | Prêmio                     | Categoria                   | Indicado(s)   | Resultado | Ref.  |
| ---- | -------------------------- | --------------------------- | ------------- | --------- | ----- |
| 2022 | National Television Awards | Melhor Performance de Drama | Vicky McClure | Indicado  | [ 6 ] |